# Unterendingen
Unterendingen (schweizertyska: Underändige) är en ort i kommunen Endingen i kantonen Aargau, Schweiz. Orten var före den 1 januari 2014 en egen kommun, men inkorporerades då in i kommunen Endingen.